# 게리 쿠퍼의 재회
게리 쿠퍼의 재회(Meet John Doe)는 미국에서 제작된 프랭크 카프라 감독의 1941년 코미디, 드라마, 멜로/로맨스 영화이다. 게리 쿠퍼 등이 주연으로 출연하였고 프랭크 카프라 등이 제작에 참여하였다.

## 출연

### 주연
- 게리 쿠퍼
- 바바라 스탠윅

### 조연
- 에드워드 아놀드
- 월터 브레넌
- 스프링 바잉톤
- 제임스 글리슨
- 진 로크하트
- 로드 라 로크

## 제작진
- 미술: 스티븐 구손
- 의상: 나탈리 비사르

## 같이 보기
- 크리스마스 영화 목록